# Constantina Tomescu
Constantina Tomescu (nacida Constantina Diṭă, Turburea, Distrito de Gorj, Rumanía, 23 de enero de 1970) es una atleta rumana especialista en carreras de larga distancia que se proclamó campeona de la de prueba de maratón en los Juegos de Pekín 2008
La prueba de maratón de los Juegos Olímpicos de Pekín 2008 tuvo lugar el 17 de agosto, con salida en la Plaza de Tiananmen y llegada en el Estadio Nacional. Tomescu lanzó su ataque hacia el km 15 y se marchó en solitario, cobrando pronto una gran ventaja que se hizo insalvable para sus rivales. En el km 35 disponía de 1:15 de ventaja. En la parte final de la prueba aflojó bastante el ritmo, pero llegó a la meta con una cómoda ventaja, ganando el oro con 2h 26:44. La medalla de plata fue para la keniana Catherine Ndereba (2h 27:06) y la de bronce para la china Zhou Chunxiu (2h 27:07). Con 38 años cumplidos, Tomescu se transformó en la campeona olímpica de maratón de mayor edad en la historia.
Además del oro olímpico, en su palmarés sobresalen la medalla de bronce en los Mundiales de Helsinki 2005, la victoria en la Maratón de Chicago en 2004 y el título de campeona mundial de medio maratón en Edmonton 2005.
Reside y entrena habitualmente en Boulder, Colorado, y está casada con su entrenador, Valeriu Tomescu.

## Resultados
| Año  | Competición                    | Lugar       | Puesto               | Marca    |
| ---- | ------------------------------ | ----------- | -------------------- | -------- |
| 1998 | Campeonato Europeo             | Budapest    | 17.ª en Maratón      | 2h 34:35 |
| 1999 | Campeonato Mundial             | Sevilla     | 19.ª en Maratón      | 2h 36:28 |
| 2001 | Campeonato Mundial             | Edmonton    | 10.ª en Maratón      | 2h 30:38 |
| 2002 | Campeonato Europeo             | Múnich      | 7.ª en 10 000 m      | 31:53.61 |
| 2003 | Campeonato Mundial             | París       | Aband. en Maratón    |          |
| 2003 | Camp. Mundial de Medio Maratón | Vilamoura   | 5.ª en Medio Maratón | 1h 10:05 |
| 2004 | Juegos Olímpicos               | Atenas      | 20.ª en Maratón      | 2h 37:31 |
| 2004 | Camp. Mundial de Medio Maratón | Nueva Delhi | 3.ª en Medio Maratón | 1h 09:07 |
| 2004 | Maratón de Chicago             | Chicago     | 1.ª en Maratón       | 2h 23:45 |
| 2005 | Campeonato Mundial             | Helsinki    | 3.ª en Maratón       | 2h 23:19 |
| 2005 | Camp. Mundial de Medio Maratón | Edmonton    | 1.ª en Medio Maratón | 1h 09:17 |
| 2006 | Campeonato Europeo             | Gotemburgo  | 11.ª en 10 000 m     | 31:49.47 |
| 2006 | Campeonato Mundial de 20 km    | Debrecen    | 2.ª en 20 km         | 1h 03:23 |
| 2007 | Maratón de Londres             | Londres     | 3.ª en Maratón       | 2h 23.55 |
| 2008 | Juegos Olímpicos               | Pekín       | 1.ª en Maratón       | 2h 26:44 |

## Marcas personales
- 5.000 metros - 15:28.91 (2000)
- 10.000 metros -  31:49.47 (2006)
- Media Maratón - 1h 08:10 (2002)
- Maratón - 2h 21:30 (2005)